# Balagan-Tas
Le Balagan-Tas (en iakoute : Балаҕан Таас, en russe : Балаган-Тас) est un cône volcanique des monts de la Moma, situé dans la république de Sakha en Russie.

## Géographie

### Situation
Ce volcan est situé au sein des monts de la Moma, dans la vallée de la Moma. Il s'agit du seul volcan datant du Quaternaire de la région ; l'existence d'un autre volcan actif, l'Indigirsky, dans les années 1770 n'a pas été confirmée ; il pourrait d'ailleurs s'agir du Balagan-Tas, sa localisation ayant souvent été incorrectement rapportée.
D'autres volcans se situent à proximité, dont l'Ourasa Khaya, un dôme de lave formé de rhyolite, se trouve au nord-est (66° 06′ N, 145° 24′ E). Son âge est incertain : la datation par le potassium-argon donne un âge de 16,6 millions d'années, mais son apparence suggère une formation bien plus récente. Un autre volcan pourrait également exister au nord-ouest de ce centre. Un dôme de rhyolite nommé Mayak se situerait à (66° 27′ N, 147° 09′ E), mais il pourrait s'agir de l'Ourasa Khaya dont les coordonnées seraient erronées.

### Topographie
C'est un cône volcanique dont peu d'élément du cratère subsiste, couvrant une surface de 1,9 km2. Le cratère est large de 200 m et profond de 40 m, le cône lui-même présentant une hauteur de 300 m et une base de 1 200 m de diamètre. Il peut être considéré comme un volcan composite. Le volcan a engendré trois coulées de lave qui couvrent une surface totale de 45 km2, atteignant une épaisseur de 10 m.

### Géologie
Le Balagan-Tas se trouve sur un pli anticlinal, associé à une faille. Il est apparenté au rift Moma et à la dorsale de Gakkel qui s'étend dans la mer des Laptev. Les îles De Long et un potentiel complexe de dyke du Quaternaire de la rivière Viliga pourraient également être apparentées. L'activité tectonique locale est liée à l'interaction entre la plaque eurasiatique et la plaque nord-américaine.
Les éruptions du Balagan-Tas ont libéré des basaltes alcalins typiques de volcans de rift. Sa composition a été caractérisée comme hawaiite, dont la teneur en dioxyde de titane est de 3,81 %. Le ratio hélium 3/hélium 4 s'approche de celui associé aux panaches du manteau.

## Histoire

### Histoire éruptive
La datation par le potassium-argon du Balagan-Tas donne un âge de 266 000 ± 30 000 ans, comparable au volcan de l'Aniouï. D'autres sources considèrent que le volcan date de la fin de l'Holocène, ou qu'il fut actif dans les temps historiques. Des sources chaudes, atteignant une température de 30 °C, se situent au sud-est du Balagan-Tas, indiquant un manteau supérieur toujours chaud. Si les rapports d'activité de l'hypothétique volcan Indighirsky dans les années 1770 concernent en fait le Balagan-Tas, ce dernier aurait eu une activité très récente, l'un des seuls en Asie continentale, Kamtchatka exclu.

### Histoire humaine
Le Balagan-Tas a été découvert par V. A. Zimin en 1939.